# Ніде (фільм)
«Ніде» (англ. Nowhere) — чорна комедія 1997 року написана та знята Греггом Аракі. За визначенням Аракі «Беверлі-Хіллз, 90210 на ЛСД», фільм розповідає про один день із життя групи студентів коледжу Лос-Анджелеса та дивне життя, яке вони ведуть. До акторського складу увійщов зірковий ансамбль на чолі з Джеймсом Дювалем та Рейчел Тру.
Фільм є шостим загалом і третім епізодом Аракі у його кінотрилогії «Підлітковий апокаліпсис», якому передували «Цілковитий п.» (1993) та «Покоління DOOM» (1995). Як і інші фільми трилогії, він містить сцени насильства та сексуальності. Особливо у фільмі є кілька акторів, які на момент зйомки були на порозі своєї зіркової відомості, зокрема Раян Філліпп, Міна Суварі, Кетлін Робертсон та Деніз Річардс.
Прем'єрні покази були сприйняті досить неоднозначно, хоча вже наступними роками фільм набув культового статусу, а його репутація серед критиків зросла.
Фільм не рекомендований до перегляду особам, які не досягли 14-річного віку[ким?].

## Сюжет
Це схоже на марення, але це життя. Життя молодих людей, які волею долі опинилися поруч, щоб прожити всього один день. Звичайний день, повний невпевненості в собі, сумнівів, страху, наркотиків, музики в стилі реп, безпробудного пияцтва, смертей і любові. Страсний, божевільної і від того ще жахливішої любові. Вони ніхто і живуть ніде…

## У ролях
- Джеймс Дювал — Дарк Сміт
- К'яра Мастроянні — Крісс
- Дебі Мейзар — Козі
- Кетлін Робертсон — Люцифер
- Раян Філліпп — Шед
- Міна Суварі — Зої
- Деніз Річардс — Джана
- Трейсі Лордс — Valley Chick 1
- Шеннен Догерті — Valley Chick 2
- Роуз Мак-Гавен — Valley Chick 3
- Крістіна Епплгейт — Dingbat
- Гізер Грем — Лілібет
- Скотт Каан — Дакі
- Ів Пламб — місіс Сайветсон